# Dariusz Łyjak
Dariusz Łyjak (ur. 30 stycznia 1966) – polski samorządowiec i menedżer, w latach 1999–2002 członek zarządu województwa kujawsko-pomorskiego I kadencji.

## Życiorys
Z wykształcenia ekonomista, absolwent Uniwersytetu Mikołaja Kopernika w Toruniu. Od 2002 zajmował stanowisko wiceprezesa Wojewódzkiego Funduszu Ochrony Środowiska i Gospodarki Wodnej w Toruniu. W 2006 został dyrektorem fabryki telewizorów Orion Electric w Ostaszewie, był także udziałowcem i członkiem rad nadzorczych spółek prawa handlowego.
Zaangażował się w działalność polityczną w ramach Sojuszu Lewicy Demokratycznej, do 2004 kierował toruńskimi strukturami partii. Z dniem 1 stycznia 1999 powołany na członka zarządu województwa kujawsko-pomorskiego. Zakończył pełnienie funkcji wraz z całym zarządem 26 listopada 2002. W 2002 został wybrany radnym sejmiku kujawsko-pomorskiego, a w 2006 radnym miejskim Torunia. W 2010 nie ubiegał się o reelekcję.